# Horitschon
Horitschon (maďarsky: Haracsony, chorvatsky: Haračun) je městys v okrese Oberpullendorf, ve spolkové zemi Burgenland, na východě Rakouska. V lednu 2016 zde žilo celkem 1903 obyvatel.

## Poloha, popis
Městys se nachází ve středním Burgenlandu, v oblasti nazývané Blaufränkischland, což je vinařská oblast. Rozloha jeho území je 18,71 km². Ve směru od severozápadu na jihovýchod jím protéká potok Frauenbrunnbach. Nadmořská výška je zhruba od 200 do 300 m. Na velké části území jsou rozsáhlé vinohrady.
Městys tvoří dvě místní části[zdroj?], jimiž jsou :
- Horitschon (1417)
- Unterpetersdorf (466)

(V závorkách je počet obyvatel v říjnu 2011)

## Doprava
Při severním okraji prochází městysem Zemská silnice B62 (Deutschkreutzer Straße), a také železniční trať, nazývaná Burgenlandbahn.

## Pamětihodnosti
- Katolický farní kostel sv. Markéty v Horitschonu
- Katolický farní kostel sv. Rosálie v Unterpetersdorfu